# Кумановское военно-техническое соглашение
Кумановское военно-техническое соглашение — договор, подписанный 9 июня 1999 года в Куманове представителями Армии Югославии и блока НАТО.

## Основные положения договора
Основными пунктами соглашения были:
- прекращение бомбардировок Югославии странами НАТО
- прекращения боевых действий югославскими силовиками в Косове
- вывод югославской армии и сил МВД с территории Косова в течение 11 дней
- создание на территории Союзной Республик Югославии зоны безопасности вдоль административной границы с Косовом шириной 5 километров на суше и 25 километров — в воздухе
- размещение в крае миротворцев KFOR

## Реализация соглашения
10 июня 1999 года командование Третьей армии Сухопутных войск СРЮ приказало подчиненным силам прекратить ведение боевых действий. С 12 часов этого дня армия должна была начать передислокацию сил на территорию Сербии. В 13:00 командир Приштинского корпуса Третьей армии Владимир Лазаревич возглавил колонну армейской техники, покидавшей Косово.
Югославские подразделения и армейские части покидали Косово по двум специально выделенным «коридорам»: через Подуево и по Ибарскому пути на север. Вывод войск был осложнен из-за уничтоженных мостов у Лучана и Пруговаца. При этом, был зафиксирован ряд атак АОК на югославские колонны, в результате которых армия СРЮ понесла потери. Последним подразделением, покинувшим Косово, стала 211-я бронетанковая бригада, которая вышла на территорию Сербии 18 июня.